# نيلز سترندبرج

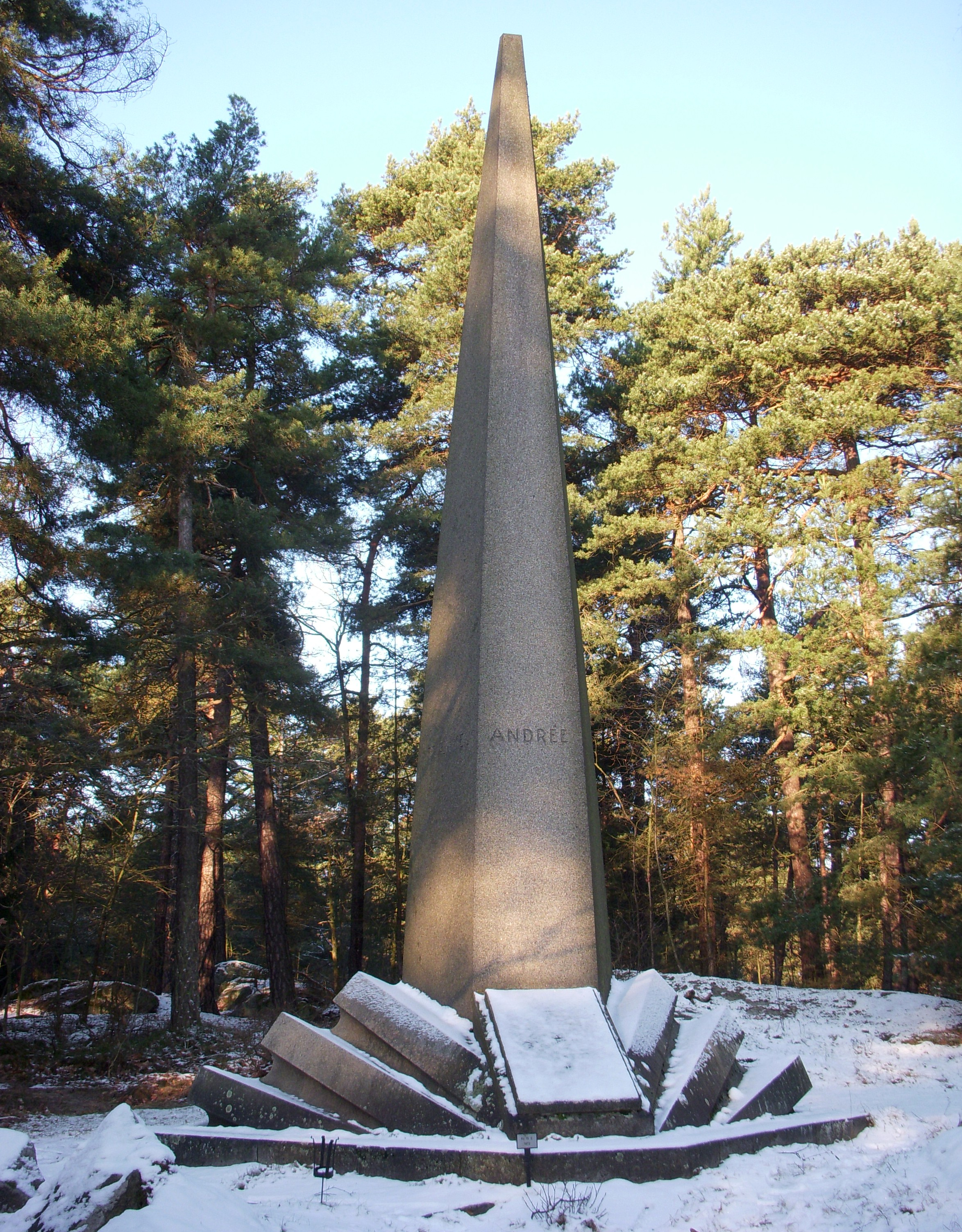
نصب لذكرى أندريه، ستريندبيرج و فرانكل في نورا بيجرافنينجسبلاتسين

كان نيلس سترندبرج (4 سبتمبر 1872 - أكتوبر 1897) مصورًا وعالمًا سويديًا. لقد كان أحد الأعضاء الثلاثة في رحلة منطاد القطب الشمالي ذات المصير المؤلم التي قام بها أندريه عام 1897 . 

## سيرة شخصية
ولد نيلس سترندبرج في ستوكهولم، السويد لتاجر جملة المسمى يوهان أوسكار ستريندبرج و زوجته أورورا هيلينا روزالي لوندجرين. كان اخيه الصغير، توري سترندبرغ (1882-1968)، نحاتًا موهوبًا و مشهورًا للغاية. وكان ابن عم والده أوغست ستريندبرغ (1849–1912).  كاتبًا مسرحيًا وروائيًا.
درس وتخرج سترندبرج من مدرسة نورا ريال في ستوكهولم عام 1890. حصل على بكالوريوس الآداب ( fil.kand. ) من جامعة أوبسالا عام 1893. في عام 1895 توظف كمحاضر في جامعة ستوكهولم . في ربيع عام 1896 سافر إلى باريس لدراسة طيران منطاد الغاز.
تمت دعوة ستريندبرغ إلى رحلة المنطاد عام 1897 لإنشاء سجل جوي فوتوغرافي محترف للقطب الشمالي. قبل أن يموت في كفيتويا مع أندريه و كنوت فرانكل ، وثق ستريندبورغ في السجل صمودهم الطويل المحكوم عليه بالفشل سيرًا على الأقدام للوصول إلى المناطق المأهولة بالسكان. عندما تم اكتشاف بقايا البعثة بواسطة بعثة براتفاج في عام 1930، تم العثور على خمس لفات مكشوفة من الأفلام، واحدة منها لا تزال في الكاميرا. استطاع المحاضر جون هيرتزبيرج من المعهد الملكي للتكنولوجيا في ستوكهولم من الحفاظ على 93 إطارًا من أصل 240 إطارًا نظريًا. تم نشر مجموعة مختارة من هذه الصور مع مذكرات البعثة باسم Med Örnen mot Polen (ستوكهولم: بونييه (1930)؛ الطبعة البريطانية يوميات أندريه (1931)؛ الطبعة الأمريكية قصة أندريه (1932). يُنسب الكتاب إلى المستكشفين الثلاثة باعتبارهم المؤلفين له. في مقال من عام 2004، نشر تيرون مارتينسون بعض الإصدارات المحسنة رقميًا لصور ستريندبرج للبعثة، بينما عبر عن أسفه الشديد عن الحالة المأساوية التي تم بها تخزين الصور السلبية الأصلية من عام 1944 
تحتوي مذكرات ستريندبرغ "المختصرة" من البعثة على شكل رسائل إلى خطيبته، آنا شارلييه (1871-1949)، نظرة شخصية على الأحدث، أكثر من رواية أندريه. أعيدت جثامين المستكشفين الثلاث إلى السويد لحضور جنازة مرموقة. بعدما حرقت الجثث ، تم دفن رمادهم سويًا في مقبرة نورا بيجرافنينجسبلاتسن في ستوكهولم . 